# Karl Mantzius
Karl Mantzius (20 de febrero de 1860 – 17 de mayo de 1921) fue un actor, director y autor de nacionalidad danesa.

## Biografía

### Carrera
Nacido en Copenhague, Dinamarca, era hijo del actor Kristian Mantzius. En sus inicios hizo pequeños papeles en comedias representadas en el Hofteatret, entre ellos el de Vielgeschrey en la obra de Ludvig Holberg Den Stundesløse (1881), con la cual tuvo tal éxito que el director Edvard Fallesen le recomendó dedicarse a la interpretación.
Ål siguiente año Mantzius se encontraba en París, donde escribía como corresponsal en esa ciudad para la prensa de Copenhague (bajo el apodo "Carlos"), a la vez que frecuentaba el Conservatorio con Edmond Got. Debutó el 1 de septiembre de 1883 como Jeronimus en Erasmus Montanus en el Teatro Real de Copenhague, en el cual permaneció hasta 1889, cuando se sumó a la dirección del Dagmarteatret.
Al siguiente año fue al Nationalscenen, pasando de primer actor a director entre 1909 y 1913. Posteriormente trabajó como invitado en escenarios daneses y suecos, así como en el Teatro Real de Copenhague, siendo su último papel el del Tío Peter en Det gamle Hjem el 28 de abril de 1921.
Interpretó a personajes teatrales modernos como Claes en Den kære Familie, Tío Woller en Moderate Løjer, Herrborg en En Digters Kærlighed, Arnesen en Flugten, Trolle en Den gamle Præst y Levin en Indenfor Murene. Sin embargo, también trabajó en piezas de Moliére (Tartufo y El avaro), Ludvig Holberg (Det lykkelige Skibbrud y Jeppe paa Bjerget) y William Shakespeare (Ricardo III, entre otras).
Tras la muerte de Emil Poulsen, Mantzius pasó a primer lugar de la escena danesa, un maestro de la dicción que, gracias a su talento musical, incluso tuvo su pequeño espacio en la ópera (fue Beckmesser en Los maestros cantores de Núremberg y Jeronimus en Mascarada).
A pesar de su gran trabajo artístico, a Manztius le dio tiempo para escribir una obra en 6 tomos: Skuespilkunstens Historie (Copenhague 1897—1916), cuya tercera parte, Shakespeare-Tiden, le valió el doctorado por la Universidad de Copenhague en 1901.
Además, Mantzius escribió un libro hermoso y de carácter contendido, acerca de su padre, Min Far og jeg (Copenhague 1919) y, tras su repentina muerte, se publicó Skuespilkunstens Historie i det nittende Aarhundrede (Copenhague 1922), una interesante comparación entre las artes escénicas en Dinamarca y otros países.
Karl Mantzius fue también un buen pintor, aunque no se ha hecho un registro real de sus obras.

### Vida personal
Mantzius se casó por vez primera el 7 de junio de 1884 en la Iglesia de Holmen con la actriz Soffy Walleen, que en 1902 se casó con el Barón Alphonse Walleen. Tras la separación de la pareja, él se casó de nuevo el 28 de mayo de 1902 en Frederiksberg con la actriz Sara Beckett (27 de julio de 1879 en Copenhague, casada en 1919 con el director Ludvig Elsass). Mantzius volvió a separarse, casándose por tercera vez el 20 de febrero de 1919 en la iglesia Christiansborg Slotskirke con la bailarina Wanda Fride Augusta Mathiesen (nacida el 14 de julio de 1894 en Copenhague, y casada en 1924 con el director Holger Hannerup-Hansen), hija del subdirector de la empresa Danske Statsbaner Harald Edmund Valdemar Mathiesen (1845—1907) y de Henriette Diderike Schultz (1853—1935).
Karl Mantzius falleció en Frederiksberg, Dinamarca, en el año 1921. En 1923, los restos mortales de Kristian Mantzius fueron transferidos a la tumba de su hijo en el Cementerio Frederiksberg Ældre Kirkegård, donde se erigió un monumento común.
Su correspondencia se conserva en la Biblioteca Real de Dinamarca. Mantzius fue objeto de retratos y tallas por parte de artistas como Georg Achen, Edvard Saltoft, Axel Locher, Valdemar Møller, Emil Krause, Heinrich Dohm, Henrik Lund, Valdemar Andersen, Hans Christian Olsen y Frederik Kastor Hansen.

## Premios
Mantzius fue nombrado en 1899 Caballero de la Orden de Dannebrog.